# Hochdorf, Luzern
Hochdorf är en ort och kommun i distriktet Hochdorf i kantonen Luzern, Schweiz. Kommunen har 10 033 invånare (2023).
I kommunen finns även byarna Baldegg, Ligschwil och Urswil.